# Eucalyptus macrocarpa
Eucalyptus macrocarpa es una especie de árboles de la familia Myrtaceae.

## Descripción
Esta especie del sudoeste australiano tiene las flores y los frutos más grandes del género. De crecimiento ralo tipo mallee, con múltiples tallos arqueados, alcanza 3,5 m de alto y ancho. Tanto las hojas juveniles como las adultas son anchas y plateadas y están sujetas cerca de la rama. Las grandes flores rojo brillante, a veces rosadas, miden 8 cm de diámetro, se asientan entre las hojas y van seguidas por frutos muy leñosos, anchos y cónicos y de diámetro similar. Necesita suelos bien drenados y algo ácidos, poca humedad estival.

## Taxonomía
Eucalyptus macrocarpa fue descrita por William Faris Blakely y publicado en Icones Plantarum 5: , t.405–407. 1841.
Etimología
Eucalyptus: nombre genérico que proviene del griego antiguo: eû = "bien, justamente" y kalyptós = "cubierto, que recubre". En Eucalyptus L'Hér., los pétalos, soldados entre sí y a veces también con los sépalos, forman parte del opérculo, perfectamente ajustado al hipanto, que se desprende a la hora de la floración.
macrocarpa: epíteto latíno que significa "con una gran fruta".
Variedades
- Eucalyptus macrocarpa subsp. elachantha Brooker & Hopper, Nuytsia 9: 37 (1993).
- Eucalyptus macrocarpa subsp. macrocarpa.